# Prayad Boonya
Prayad Boonya (thailändisch ประหยัด บุญญา, * 15. November 1979 in Ratchaburi) ist ein ehemaliger thailändischer Fußballspieler.

## Karriere

### Verein
Prayad Boonya erlernte das Fußballspielen in der Jugendmannschaft des Ratchaburi FC in Ratchaburi. Seinen ersten Vertrag unterschrieb er 2007 beim Nakhon Pathom United FC. Der Verein aus Nakhon Pathom spielte in der ersten Liga, der Thai Premier League. Im Januar 2010 wechselte er für zwei Jahre nach Samut Songkhram zum Ligakonkurrenten Samut Songkhram FC. 2012 kehrte er zu seinem Jugendverein Ratchaburi Mitr Phol zurück. Mit Ratchaburi spielte er in der zweiten Liga, der Thai Premier League Division 1. Am Ende der Saison wurde er mit dem Klub Meister und stieg in die erste Liga auf. 2013 stand er mit Ratchaburi im Finale des Thai League Cup. Hier verlor man gegen den Erstligisten Buriram United mit 2:1. 2014 wurde er an den Erstligisten PTT Rayong FC ausgeliehen. Am Ende der Saison musste er mit dem Verein aus Rayong in die zweite Liga absteigen. Die Saison 2015 spielte er auf Leihbasis beim Drittligisten Kasem Bundit University FC in Bangkok. Der Drittligist Loei City FC aus Loei nahm ihn die Saison 2015 unter Vertrag. Mit Loei spielte er in der Northern Region der Liga. Über die Stationen Surat Thani FC und dem Kopoon Warrior FC kehrte er 2018 zu seinem ehemaligen Verein Nakhon Pathom United zurück. Mittlerweile spielte der Verein in der vierten Liga, der Thai League 4. Am Ende der Saison wurde er mit Nakhon Pathom Meister der Western Region und stieg in die dritte Liga auf. In der dritten Liga trat er mit NP in der Lower Region an. Am Saisonende feierte er mit Klub die Meisterschaft der Region und stieg in die zweite Liga auf. Bis zu seinem Karriereende spielte er noch beim Koh Kwang FC, Grakcu Sai Mai United FC und dem Kasetsart FC.

### Nationalmannschaft
Prayad Boonya spielte von 2012 bis 2013 dreimal in der Nationalmannschaft von Thailand.

## Erfolge
Ratchaburi Mitr Phol
- Thai Premier League Division 1: 2012  ▲
- Thai League Cup: 2013 (Finalist)

Nakhon Pathom United FC
- Thai League 4 – West: 2018  ▲
- Thai League 3 – Lower: 2019  ▲